# John Naka
John Naka fou un bonsaista famós. Va néixer com John Yoshio Naka, el 16 d'agost de 1914 a Fort Lupton, (Colorado) i morí el 19 de maig de 2004 a l'edat de 89 anys a Whittier (Califòrnia).

## Biografia

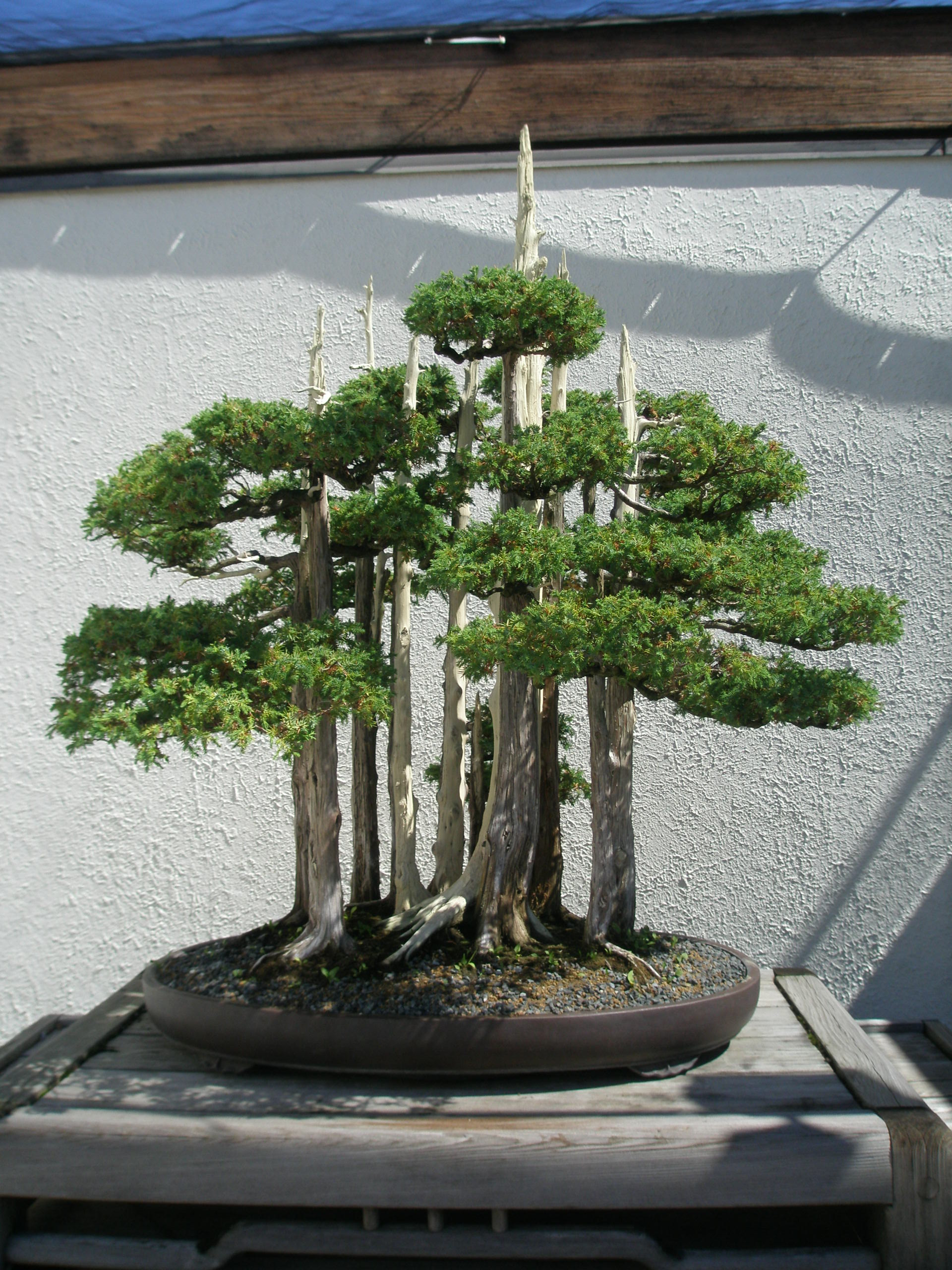
Bonsai cultivat per John Naka.

És el fill d'una parella d'immigrants japonesos. A l'edat de 8 anys, John Naka torna a Fukuoka al Japó en companyia de la seva família per a ocupar-se del seu avi. Ell mateix li fa descobrir l'art del bonsai i esdevé el seu professor personal. D'ací neix la seva passió per aquesta disciplina.
Naka retorna el 1935, amb 21 anys, cap als Estats Units i al final de la Segona Guerra Mundial s'estableix a Los Angeles amb la seva dona Alice i els seus tres fills. Reprèn llavors la seva passió pel bonsai i ensenya els rudiments de l'art del bonsai als seus amics de la comunitat nipona-americana, amb els quals fundarà un club anomenat "The California Bonsai Society", encara en actiu.
John Naka comença a recórrer el món transmetent el seu coneixement mitjançant classes i tallers, fent partícips del seu saber als aficionats al bonsai d'Amèrica, Austràlia, Europa i d'Àfrica del Sud. Fou autor d'una de les obres cabdals dintre de l'art del bonsai: Bonsai Techniques I & II (Tècniques de Bonsai), traduïda entre altres en alemany, castellà, italià i francès.
El 1985, l'emperador del Japó, Hirohito, el va guardonar amb la V distinció de l'"Ordre del Sol Naixent", el més gran reconeixement japonès atorgable a un no resident. El 1992 va ser rebut fellow de la National Endowment for the Arts.
John Yoshio Naka morí el 19 de maig de 2004 a l'edat de 89 anys a Whittier (Califòrnia).

## Obres
- Tecnicas Del Bonsai (castellà), Barcelona, Edicions Omega, 1986, 304 pàgines, ISBN 9788428207829
- Tecnicas Del Bonsai II (castellà), traduït per Júlia Poch Planas, Barcelona, Edicions Omega, 2006, 456 pàgines, ISBN 978-84-282-0876-5
- John Naka's Sketchbook, National Bonsai Foundation, 2005, 87 pàgines, ISBN 9780970439246, edició póstuma de dibuixos de l'artista